# Суранчиев, Абдылда Шергазиевич
Абдылда (Абдулда) Шергазиевич Суранчиев (род. 10 апреля 1950 года в с. Туз (Чуйская область)) — советский и киргизский силовик, генерал-майор милиции (1999), министр внутренних дел Кыргызстана (2013—2014). Почётный гражданин Бишкека.

## Биография
Абдылда Суранчиев родился 10 апреля 1950 года в селе Туз, Ысык-Атинский район, Чуйская область.
В 1973 году окончил Фрунзенскую специальную среднюю школу МВД СССР. В 1984 году окончил Киргизский государственный университет, по специальности правоведение.
Работал в органах внутренних дел Киргизской ССР с 1970 года. В 1970—1971 годах — инспектор управления исправительно-трудовых учреждений МВД Киргизской ССР. В 1973 году был назначен следователем ОВД Джеты-Огузского райисполкома, Иссык-Кульская область. В 1973—1976 годах служил во внутренних войсках МВД СССР. С 1976 по 1981 год прошёл путь от инспектора до заместителя начальника отдела уголовного розыска ОВД Свердловского райисполкома Фрунзе. В 1981—1985 годах поднялся от старшего инспектора до начальника отделения ОУР УВД Фрунзенского горисполкома. В 1985—1989 годах был заместителем начальника ОВД Первомайского райисполкома Фрунзе. С 1989 по 1993 год работал начальником отдела управления уголовного розыска МВД Киргизии. В 1993 году был назначен заместителем начальника УУР МВД Киргизии. В 1993—1996 годах работал начальником ОВД Первомайского района Бишкека. Затем до октября 2002 года был начальником УВД Бишкека.
25 октября 2002 года Сураничев был назначен заместителем министра внутренних дел Киргизии. 29 марта 2005 года повторно назначен заместителем министра внутренних дел. В том же году стал исполняющим обязанности министра внутренних дел. В 2005—2008 годах занимал различные должности в структуре МВД Киргизии. В 2008 году был назначен заместителем заведующего отделом по делам обороны и безопасности администрации президента Киргизии. В 2009 году уволился в запас Вооружённых сил Киргизии. 22 февраля 2013 года назначен и. о. министра внутренних дел Киргизии, 2 марта был утверждён в должности министра, занимал пост по 16 сентября 2014 года.
В 2019 году был назначен первым заместителем генерального директора ЗАО «Альфа Телеком». В августе 2020 года стал и. о. генерального директора ЗАО «Альфа Телеком» (торговая марка «Мегаком»).
Награждён рядом государственных наград, среди которых нагрудный знак «Отличник милиции», Почётная грамота МВД Киргизии, медаль «70-лет Кыргызской Республики», «70 лет пожарной охране МВД Кыргызской Республики», медаль «75-лет Кыргызской Республики», нагрудный знак МВД Киргизии «За отличие в службе уголовного розыска», медаль «За укрепление военного сотрудничества», медаль «80-лет Кыргызской Республики», медаль «Данк» (1999).
Состоит в браке, воспитал троих дочерей.